# 鮎川れいな
鮎川れいな（あゆかわれいな、1981年2月21日 - ）は、日本のプロレスラー、エンターテナー。

## 人物・来歴
血液型はO型。ニューハーフプロレス団体、ダイナマイトバンプの創始者。初代ニューハーフ世界選手権チャンピオン。
2008年12月25日デビュー。必殺技はDDR（デンジャラス・ドライバー・レイナ）、天の川。入場テーマはシャンプーのガール・パワー。座右の銘は、『生きる事はダイナマイト!』